# Nicolas Garreau
 (novembre 2018).
Si vous disposez d'ouvrages ou d'articles de référence ou si vous connaissez des sites web de qualité traitant du thème abordé ici, merci de compléter l'article en donnant les références utiles à sa vérifiabilité et en les liant à la section « Notes et références ».
Nicolas Garreau est un auteur et entrepreneur français, né le 3 septembre 1978 à Angers (Maine-et-Loire, France). Ingénieur aéronautique de formation, il fonde en 2006 ApoteoSurprise, une agence spécialisée dans l'organisation de demandes en mariage originales et spectaculaires à Paris. En 2023, il crée l'événement en lançant un nouveau scénario de demande en mariage sur le site historique de l'épave du Titanic.